# مایرا آگویار
مایرا آگویار (انگلیسی: Mayra Aguiar؛ زادهٔ ۳ اوت ۱۹۹۱) یک جودوکار اهل برزیل است.
وی در مسابقات کشوری و بین‌المللی در مجموع برندهٔ ۶ مدال طلا، ۶ مدال نقره، ۵ مدال برنز شده‌است.